# Istorija ekonomske misli
Istorija ekonomske misli se bavi različitim misliocima i teorijama iz tema koje su postale politička ekonomija i ekonomija, od drevnog sveta do današnjice u 21. veku. Ovo polje obuhvata mnoge različite škole ekonomske misli. Drevni grčki pisci, poput filozofa Aristotela, ispitivali su ideje o umetnosti pribavljanja bogatstva i ispitivali da li je imovinu najbolje ostaviti u privatnim ili javnim rukama. U srednjem veku, skolastičari kao što je Toma Akvinski tvrdili su da je moralna obaveza preduzeća da prodaju robu po pravednoj ceni.
U zapadnom svetu, ekonomija nije bila zasebna disciplina, već deo filozofije sve do industrijske revolucije 18. i 19. veka i velike divergencije 19. veka, što je ubrzalo ekonomski rast.

## Literatura
- Aquinas, Thomas (1274). Summa Theologica
- Aristotle (c. 350 BC). Nicomachean Ethics
- Aristotle (c. 350 BC). Politics
- Arrow, Kenneth J (1951). Social Choice and Individual Values, 2nd Ed. 1963, Wiley, New York,  0-300-01364-7
- Arrow, Kenneth J. and Frank Hahn (1971). General Competitive Analysis, Holden-Day, San Francisco,  0-8162-0275-3
- Bentham, Jeremy (1776). Fragment on Government
- Bentham, Jeremy (1789). An Introduction to the Principles of Morals and Legislation
- Burke, Edmund (1790). Reflections on the Revolution in France
- Burke, Edmund. (1795). Thoughts and Details on Scarcity
- Cantillon, Richard (1732). Essay on the Nature of Commerce in General
- Coase, Ronald. (1937). „The Nature of the Firm”. Economica. 4 (16).  , pp. 386–405
- Coase, Ronald H. (1960) "The Problem of Social Cost" (this online version excludes some parts) Journal of Law and Economics, Vol.3, pp. 1–44
- Commons, John R. (1934). Institutional Economics New York: Macmillan
- Engels, Friedrich (1845). [http://www.marxists.org/archive/marx/works/1845/condition-working-class/index.htm Condition of the Working Class in England in 1844
- Friedman, Milton (1953) Essays in Positive Economics: Part I – The Methodology of Positive Economics, University of Chicago
- Galbraith, J.K. (1958). The Affluent Society, 3rd Ed. reprinted 1991, Penguin Books,  014013610X
- Galbraith, J.K. (1967) .The New Industrial State
- Galbraith, J.K. (1973). Economics and the Public Purpose
- Hobbes, Thomas (1651). Leviathan
- Hume, David (1777). Essays, Moral, Political, Literary
- Jevons, William (1871). The Theory of Political Economy
- Jevons, William (1878). The Periodicity of Commercial Crises
- Keynes, John Maynard (1919). The Economic Consequences of the Peace
- Keynes, John Maynard. (1936). The General Theory of Employment, Interest and Money
- Locke, John (1689). Second Treatise on Civil Government
- Locke, John. (1691). Some Considerations on the consequences of the Lowering of Interest and the Raising of the Value of Money
- Markwell, Donald (2006). John Maynard Keynes and International Relations: Economic Paths to War and Peace, Oxford.
- Marshall, Alfred (1890).Principles of Economics
- Marx, Karl (1871). Das Kapital
- Mill, John Stuart (1871). Principles of Political Economy
- Mun, Thomas (1621). A Discourse of Trade from England unto the East Indies
- North, Dudley (1691). Discourses upon trade
- Petty, William (1690). The Political Arithmetick
- Quesnay, François (1758). Tableau économique
- Ricardo, David (1827). Principles of Political Economy and Taxation
- Robinson, Joan (1953). The Production Function and the Theory of Capital
- Robinson, Joan. (1962). Economic Philosophy
- Scotus, Duns (1295). Sententiae
- Sen, Amartya (1985). "The Moral Standing of the Market", in Ethics and Economics, ed. Ellen Frankel Paul, Fred D. Miller, Jr and Jeffrey Paul, Oxford, Basil Blackwell, pp. 1–19
- Sen, Amartya. (1976–1977). "Rational Fools: A Critique of the Behavioural Foundations of Economic Theory", Philosophy and Public Affairs, 6, pp. 317–44
- Sen, Amartya. (1987). On Ethics and Economics Oxford, Basil Blackwell
- Sismondi, J.-C.-L. Simonde de (1819, trans. 1991). "New Principles of Political Economy: Of Wealth in Its Relation to Population"
- Smith, Adam (1759). The Theory of Moral Sentiments
- Smith, Adam (1776). An Inquiry Into The Wealth of Nations
- Sraffa, Piero (1960). Production of Commodities by Means of Commodities
- Stigler, George J (1965). "The Nature and Role of Originality in Scientific Progress", in Essays in the History of Economics, University of Chicago Press, pp. 1–15
- Stiglitz, Joseph E. (1996). Whither Socialism?
- Thornton, Henry (1802). The Paper Credit of Great Britain
- Turgot, Jacques (1766). Réflexions sur la formation et la distribution des richesses in French and English Архивирано на веб-сајту  (8. август 2017)
- Veblen, Thorstein. The Theory of the Leisure Class: an economic study of institutions (1899)
- Veblen, Thorsten. (1904). Theory of Business Enterprise Архивирано на веб-сајту  (18. мај 2007)
- von Hörnigk, Philip (1684). Österreich Über Alles, Wenn Sie Nur Will
- Allen, William (1977). „Economics, Economists, and Economic Policy: Modern American Experiences”. History of Political Economy. 9 (1)., in  , pp. 48–88. Duke Univ Press. Reprinted in Econ Journal Watch 7[3]: pp. 235–74, Sept 2010.
- Blaug, Mark (1997). Economic Theory in Retrospect, 5th ed.. Cambridge University Press. Description & chapter links, pp. vii –xvi.
- _____ (2001). "No History of Ideas, Please, We're Economists", Journal of Economic Perspectives, 15(1), pp. 145–64 (press +).
- Buchholz, Todd G. (1989). New Ideas from Dead Economists, New York, Penguin Group. p. 151
- Cossa, Luigi. (1893). An Introduction to the Study of Political Economy, London and New York: Macmillan
- Danbom, David B. (1997). „Why Americans Value Rural Life”. Rural Development Perspectives. 12 (1)., , pp. 15–18
- Ekelund, Robert B., Jr. and Robert F. Hébert (2007). A History of Economic Theory and Method. Waveland Press. 5th ed.  1-57766-486-8.Description.
- Fusfeld, Daniel R. (1994). The Age of the Economist, Harper Collins, 7th Ed.  0-673-46805-4
- Hague, William (2004). William Pitt the Younger Harper Perennial  0-00-714720-1
- Heilbroner, Robert (1953; 1999 7th ed.). The Worldly Philosophers, Simon & Schuster.  0-684-86214-X
- Lee, Frederic S. (2009). A History of Heterodox Economics: Challenging the Mainstream in the Twentieth Century, Routledge. Description.
- Macfie, Alec Lawrence (1955). „The Scottish Tradition in Economic Thought”. Econ Journal Watch. 6 (3): 389—410.. Reprinted from  Scottish Journal of Political Economy. 2 (2): 81—103. Недостаје или је празан параметар |title= (помоћ)
- Markwell, Donald (2006). John Maynard Keynes and International Relations: Economic Paths to War and Peace, Oxford University Press.
- Markwell, Donald (2000). Keynes and Australia, Reserve Bank of Australia.
- „Archived copy” (PDF). Архивирано из оригинала (PDF) 18. 03. 2011. г. Приступљено 10. 6. 2016.
- Medema, Steven G., and Warren J. Samuels (2003). The History of Economic Thought: A Reader. Routledge. Description & chapter-preview  links. Архивирано на веб-сајту  (1. август 2020)
- Mochrie, Robert (2005). Justice in Exchange: The Economic Philosophy of John Duns Scotus
- Nicola, PierCarlo (2000). Mainstream Mathematical Economics in the 20th Century. Springer. ISBN 978-3-540-67084-1.
- Nasar, Sylvia (2011). Grand Pursuit: The Story of Economic Genius, Simon & Schuster. Description and excerpt.
- From The New Palgrave Dictionary of Economics (2008), 2nd Edition. Abstract links for:

"United States, economics in (1776–1885)" by Stephen Meardon.
"United States, economics in (1885–1945)" by Bradley W. Bateman.
"United States, economics in (1945 to present)" by  Roger E. Backhouse.
"American exceptionalism" by Louise C. Keely.
- Pressman, Steven (2006). Fifty Major Economists, Routledge,  0-415-36649-6
- Ptak, Justin (n.d.). "The Prehistory of Modern Economic Thought: The Aristotle in Austrian Theory "
- Rothbard, Murray (1995). An Austrian Perspective on the History of Economic Thought, von Mises Institute,  978-0945466482
- Samuelson, Paul A. and William A. Barnett, ed. (2007). Inside the Economist's Mind: Conversations with Eminent Economists, Wiley. Description, contents, and preview.
- Screpanti, Ernesto and Zamagni, Stefano (2005). An Outline of the History of Economic Thought, 2nd ed. Oxford University Press. Description & ch.-preview links, pp. xi-xviii.
- Schumpeter, Joseph (1954). History of Economic Analysis, Description. Chapter-preview links for Parts I-V (arrow-page searchable). Routledge Ed. 1994,  0-415-10892-6
- Spengler, Joseph J., and William R. Allen, ed. (1960). Essays in Economic Thought: Aristotle to Marshall. Rand McNally.
- Spiegel, Henry William (1971; 1991 3rd ed.). The Growth of Economic Thought, Duke University Press.  0-8223-0965-3
- Stephen, Leslie (1898).  „Smith, Adam”. Речник националне биографије. London: Smith, Elder & Co. 1885.
- Stigler, George J. (1965). Essays in the History of Economics. University of Chicago Press.
- Weintraub, E. Roy (1999). "How Should We Write the History of Twentieth-Century Economics?" Oxford Review of Economic Policy, 15(4), pp. 139–52.
- (2002). How Economics Became a Mathematical Science. Duke University Press. Description and preview.
- A History of Economic Thought [1929] Isaak Illich Rubin.
- The History of Economic Thought, (1938, and subsequent editions), Eric Roll.
- A History of Economic Thought, (1967, and subsequent editions), William J. Barber.
- Kazanas, N. 2010. Economic principles in the Vedic tradition. New Delhi: Aditya Prakashan.
- Majumdar, R. C. 2010. Corporate life in ancient India. Charleston, SC: Bibliolife.
- An Outline of the History of Economic Thought (2nd Edition), (2003) Ernesto Screpanti and Stefano Zamagni
- The Penguin History of Economics, (2002), Roger Backhouse (economist).
- Blaug, Mark (1985). Economic Theory in Retrospect (PDF contains full book) (4th изд.). Cambridge: Cambridge University Press. ISBN 978-0521316446.

## Spoljašnje veze
- „The History of Economic Thought Website”. Архивирано из оригинала 2. 3. 2010. г. Приступљено 12. 3. 2014.